# Pozo Almonte
Pozo Almonte é uma comuna da província de Tamarugal, localizada na Região de Tarapacá, Chile. Possui uma área de 13.765,8 km² e uma população de 10.830 habitantes (2002).